# Frise occidentale
Ne doit pas être confondu avec Frise-Occidentale.
La Frise occidentale (en néerlandais : West-Friesland) est une région historique des Pays-Bas. Son étendue a varié au cours du temps. La région administrative actuelle de Frise-Occidentale est comprise dans cette région historique. On considère généralement qu'elle comprend les territoires protégés par la Westfriese Omringdijk (« digue circulaire de Frise occidentale »), soit le nord de la Hollande-Septentrionale. La partie occidentale de la province de Frise est parfois également incluse.

## Histoire

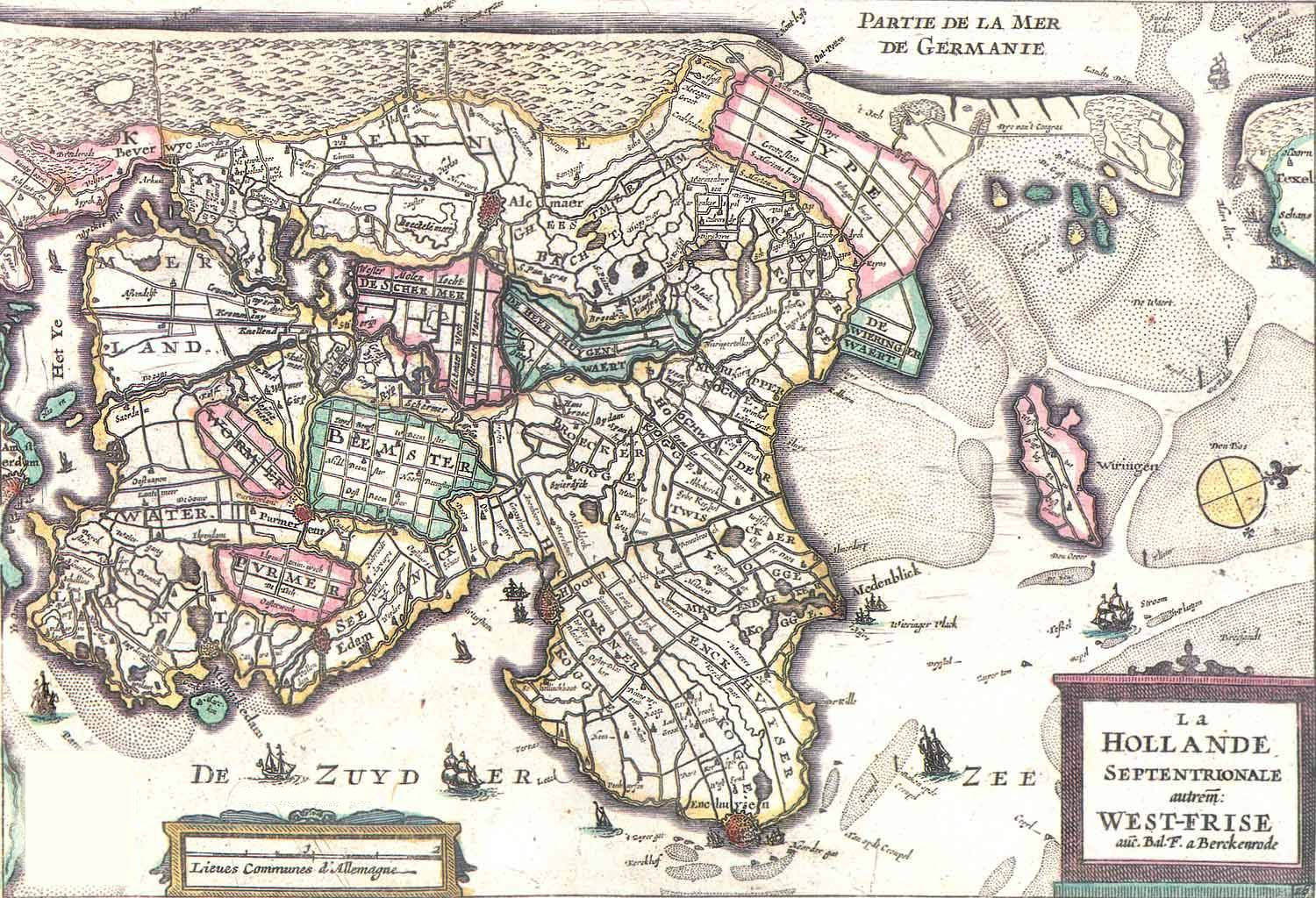
La Frise occidentale XVIIe siècle. (Le nord est à droite.)

Au haut Moyen Âge, on appelait Frise (Frisia) toute la zone côtière du Sinkfal au Weser. La Lex Frisionum (VIIIe siècle) divise les territoires occupés par les Frisons en trois parties, dont la partie occidentale se situait entre le Sinkfal et la Vlie. Cette région est donc fréquemment appelée Frise occidentale dans l'historiographie.
Dans la Frise occidentale, on peut détailler les pagi suivants : 
- Maritima (Zélande et Quatre-Métiers) ;
- Masalant ou Marsum, les bouches de la Meuse ;
- Huitingoe, entre la Meuse et la Merwede ;
- Hollant, entre la Merwede et le Lek ;
- Lake et Isla, entre le Lek et l'IJssel ;
- Rinland, entre le Lek et le Rhin ;
- Germepi, sur le Rhin, à l'ouest d'Utrecht ;
- Instarlaka, sur les deux rives et à l'ouest du Vecht ;
- Kinnem, la partie méridionale de la Hollande-Septentrionale ;
- Texla, comprenant primitivement l'île de Texel et de plus le nord de la Hollande septentrionale ; cette dernière portion est désignée au Xe et au XIe siècle sous le nom de Comitatus Werterlingæ[1].

La première indication de la Frise occidentale, sous le nom occidentalis Fresia, date de 1101. Cela concerne une zone géographique plus petite et distincte de la Hollande, dont le nom est cité pour la première fois la même année. La Frise occidentale fut disputée entre les comtes de Hollande et les ducs de Saxe.
En 1492, des événements violents liés à la Révolte du peuple du fromage et du pain ont eu lieu dans la région. Après avoir maté les émeutiers par la violence et imposé de fortes amendes aux villes impliquées, Albert III de Saxe décrète la présence d'une garnison dans les villes de Hoorn et de d'Haarlem et démantèle les portes et les remparts d'Alkmaar.
Plus tard, le nom de Frise occidentale a désigné le bailliage protégé par la Westfriese Omringdijk (« digue circulaire de Frise occidentale »), mais également la totalité du Noorderkwartier, à part le Kennemerland (c'est le sens qu'il faut donner aux termes Frise-Occidentale dans l'expression États de Hollande et de Frise-Occidentale). Le territoire au nord de l'IJ était également à cette époque appelé Noorderkwartier, Hollande septentrionale (expression également utilisée à l'époque pour désigner la région au nord de la Meuse de l'actuelle province de Hollande-Méridionale), Noordeland ou Noorderland et Waterland.